# Дубовской, Вениамин Серафимович
Вениамин Серафимович Дубовско́й (настоящая фамилия Попо́в; 1874—1942) — российский и советский писатель, критик, публицист.

## Биография
Родился в 1874 году в Донской области, в семье казачьего офицера. Младший брат А. С. Серафимовича. Печататься начал в 1901 году. Первые его произведения были опубликованы в газете «Донская речь». Позже сотрудничал с такими журналами, как «Русское богатство» и «Современный мир», на страницах которых стали появляться его рассказы. В 1904—1905 гг. участвовал в революционных газетах, в 1906—1907 сотрудничал с большевистскими изданиями, в которых выступал с критикой и другим материалом. С 1914-го — в «Правде». Член РСДРП с 1903 года, состоял членом Московского областного бюро партии.
После Октябрьской революции был редактором ряда периодических изданий. Входил в состав редакционной коллегии «Правды»; на страницах газеты размещал фельетоны, статьи на темы искусства, общественно-политических вопросов и пр.
Скончался в 1942 году.

## Рукописи
- Избранные статьи
  - «Журналисты с „традициями“ и журналисты „Правды“» (1927)
  - «О литературе и театре» (1930)
  - «Маяковский и театр» (1930)
  - «Литературные заметки» (1931)
  - «А. Серафимович» (1933)
- Отзывы:
  - о произведениях В. В. Иванова, П. С. Романова, В. Б. Шкловского, М. А. Шолохова и др. (1928—1932)
- Рассказы (с 1901 по 1930-е)
- Пьесы (1924—1940)[1]

## Избранная библиография
- Большевистский дождь. Пьеса. — М.: Круг, 1923.
- О пролетарской литературе. Наброски. — М.: Новая деревня, 1923.
- Смелые и сильные. Повесть для подростков. — М.: Новая Москва, 1924.
- Бог и Матрёна. Антирелигиозная пьеса. — М.: изд. журн. «Безбожник у станка», 1927.